# 磚形將棋

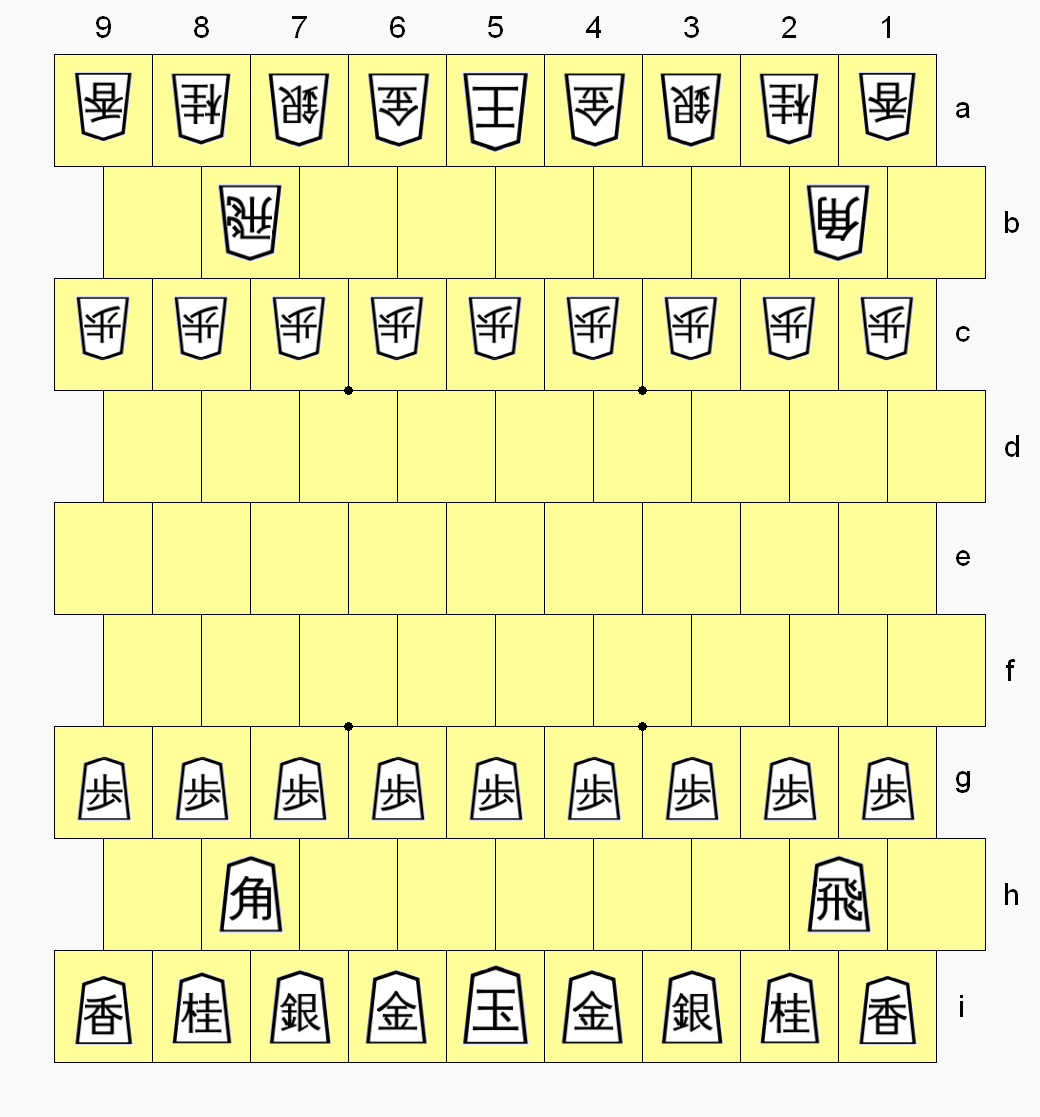
磚形將棋初始佈置

磚形將棋（英語：Masonic Shogi）是George R. Dekle於1987年時推出的日本將棋變體，棋盤由六角將棋之六角棋盤改為磚形棋盤，格子雖為矩形然非屬矩陣棋盤。

## 規則
- 使用日本將棋棋子，棋盤為9*9的長方磚形棋盤。
- 原先棋子平移的縱、橫向在此棋盤指循接邊格直行；斜向指2*2磚塊的對角。
- 其餘規則同本將棋。